# Alabagrus imitatus
Alabagrus imitatus är en stekelart som först beskrevs av Cresson 1873.  Alabagrus imitatus ingår i släktet Alabagrus och familjen bracksteklar. Inga underarter finns listade i Catalogue of Life.